# Emmerich Altorjay de Altorja
Emmerich Altorjay de Altorja, avstrijski general, * ?, † 10. marec 1916.

## Pregled vojaške kariere
Napredovanja
- generalmajor: 1. november 1909 (z dnem 4. novembrom 1909)
- naslovni podmaršal: 1. april 1913